# Dubois' dikbekje
Het Dubois' dikbekje (Sporophila ardesiaca) is een zangvogel uit de familie Thraupidae (tangaren).

## Verspreiding en leefgebied
Deze soort is endemisch in zuidoostelijk Brazilië, met name in zuidelijk Minas Gerais, Espírito Santo en Rio de Janeiro.